# Pallacanestro ai Giochi della XI Olimpiade
Il torneo di pallacanestro ai Giochi della XI Olimpiade fu il primo torneo olimpico ufficiale, dopo l'edizione dimostrativa dei Giochi di Saint Louis 1904. Si svolse dal 7 al 14 agosto 1936 a Berlino, e vide la vittoria degli Stati Uniti.
Le medaglie vennero consegnate da James Naismith, l'inventore del gioco, che fu inoltre invitato ad alzare la prima palla a due del torneo.

## Sedi delle partite
Per decisione della FIBA, intenzionata a sperimentare forme di pallacanestro all'aperto, le partite vennero giocate su campi da tennis su prato riadattati per l'occasione, presso il Reichssportfeld (ossia l'attuale Olympiapark di Berlino). Questo però causò grossi problemi con condizioni meteorologiche avverse: la finale del 14 agosto fu infatti giocata sotto un violento nubifragio, che trasformò il campo di gioco in un pantano. Ne risentì anche il punteggio: il miglior marcatore fu lo statunitense Joe Fortenberry con 7 punti. Non essendo inoltre previsti posti a sedere, il migliaio di tifosi presente fu costretto a seguire in piedi e sotto la pioggia lo svolgimento della gara.

## Squadre partecipanti
Al torneo erano iscritte inizialmente 23 squadre. Tuttavia la Spagna e l'Ungheria si ritirarono prima dell'inizio della manifestazione; il Perù si ritirò prima dei quarti di finale, in seguito alle polemiche sorte durante il torneo di calcio.
- Belgio
- Brasile
- Canada
- Cecoslovacchia
- Cile
- Egitto
- Estonia
- Filippine

- Francia
- Germania
- Giappone
- Italia
- Lettonia
- Messico
- Perù
- Polonia

- Repubblica di Cina
- Spagna[2]
- Stati Uniti
- Svizzera
- Turchia
- Ungheria[2]
- Uruguay

## Formula
La formula del torneo prevedeva tre turni eliminatori: le vincitrici dei primi due turni avrebbero avuto accesso diretto al turno successivo, le perdenti avrebbero invece affrontato un turno di ripescaggio. Il terzo turno eliminatorio non prevedeva alcun ripescaggio.
Seguiva poi una fase a eliminazione diretta, composta da quarti di finale, semifinali e finali. Le perdenti dei quarti avevano accesso a un torneo di consolazione a eliminazione diretta, per stabilire l'ordine di classifica dal 5º all'8º posto.

## Risultati

### Prima fase

#### Primo turno eliminatorio
Filippine qualificate automaticamente al 2º turno eliminatorio.
| Berlino | Estonia | 34 – 29 referto | Francia | Reichssportfeld |

| Berlino | Cile | 30 – 16 referto | Turchia | Reichssportfeld |

| Berlino | Svizzera | 25 – 18 referto | Germania | Reichssportfeld |

| Berlino | Stati Uniti | 2 – 0 | Spagna | Reichssportfeld |

| Berlino | Italia | 44 – 28 referto | Polonia | Reichssportfeld |

| Berlino | Perù | 35 – 22 referto | Egitto | Reichssportfeld |

| Berlino | Cecoslovacchia | 2 – 0 | Ungheria | Reichssportfeld |

| Berlino | Lettonia | 20 – 17 referto | Uruguay | Reichssportfeld |

| Berlino | Canada | 24 – 17 referto | Brasile | Reichssportfeld |

| Berlino | Messico | 32 – 9 referto | Belgio | Reichssportfeld |

| Berlino | Giappone | 35 – 19 referto | Repubblica di Cina | Reichssportfeld |

#### Primo turno di ripescaggio
Polonia qualificata automaticamente al 2º turno eliminatorio.
| Berlino | Brasile | 2 – 0 | Ungheria | Reichssportfeld |

| Berlino | Repubblica di Cina | 45 – 38 referto | Francia | Reichssportfeld |

| Berlino | Germania | 2 – 0 | Spagna | Reichssportfeld |

| Berlino | Egitto | 33 – 23 referto | Turchia | Reichssportfeld |

#### Secondo turno eliminatorio
| Berlino | Filippine | 32 – 30 referto | Messico | Reichssportfeld |

| Berlino | Giappone | 43 – 31 referto | Polonia | Reichssportfeld |

| Berlino | Uruguay | 36 – 23 referto | Egitto | Reichssportfeld |

| Berlino | Perù | 29 – 21 referto | Repubblica di Cina | Reichssportfeld |

| Berlino | Stati Uniti | 52 – 28 referto | Estonia | Reichssportfeld |

| Berlino | Italia | 58 – 16 referto | Germania | Reichssportfeld |

| Berlino | Svizzera | 25 – 12 referto | Cecoslovacchia | Reichssportfeld |

| Berlino | Cile | 23 – 18 referto | Brasile | Reichssportfeld |

| Berlino | Canada | 34 – 23 referto | Lettonia | Reichssportfeld |

#### Secondo turno di ripescaggio
Estonia qualificata automaticamente al 3º turno eliminatorio.
| Berlino | Polonia | 28 – 23 referto | Lettonia | Reichssportfeld |

| Berlino | Brasile | 32 – 14 referto | Repubblica di Cina | Reichssportfeld |

| Berlino | Messico | 32 – 10 referto | Egitto | Reichssportfeld |

| Berlino | Cecoslovacchia | 20 – 9 referto | Germania | Reichssportfeld |

#### Terzo turno eliminatorio
Stati Uniti e Perù qualificate automaticamente ai quarti di finale.
| Berlino | Filippine | 39 – 22 referto | Estonia | Reichssportfeld |

| Berlino | Italia | 27 – 19 referto | Cile | Reichssportfeld |

| Berlino | Messico | 28 – 22 referto | Giappone | Reichssportfeld |

| Berlino | Canada | 27 – 9 referto | Svizzera | Reichssportfeld |

| Berlino | Uruguay | 28 – 19 referto | Cecoslovacchia | Reichssportfeld |

| Berlino | Polonia | 33 – 25 referto | Brasile | Reichssportfeld |

### Fase a eliminazione diretta
|  | Quarti di finale | Quarti di finale |             |         | Semifinali                | Semifinali                |  |  | Finale | Finale |
|  |                  |                  |             |         |                           |                           |  |  |        |        |
|  |                  |                  |             |         |                           |                           |  |  |        |        |
|  |                  |                  |             |         |                           |                           |  |  |        |        |
|  | Stati Uniti      | 56               |             |         |                           |                           |  |  |        |        |
|  | Stati Uniti      | 56               |             |         |                           |                           |  |  |        |        |
|  | Filippine        | 23               |             |         |                           |                           |  |  |        |        |
|  | Filippine        | 23               | Stati Uniti | 25      |                           |                           |  |  |        |        |
|  |                  |                  | Stati Uniti | 25      |                           |                           |  |  |        |        |
|  |                  | Messico          | 10          |         |                           |                           |  |  |        |        |
|  | Messico          | Messico          | 10          | 34      |                           |                           |  |  |        |        |
|  | Messico          |                  |             | 34      |                           |                           |  |  |        |        |
|  | Italia           | 17               |             |         |                           |                           |  |  |        |        |
|  | Italia           | 17               | Stati Uniti | 19      |                           |                           |  |  |        |        |
|  |                  |                  | Stati Uniti | 19      |                           |                           |  |  |        |        |
|  |                  | Canada           | 8           |         |                           |                           |  |  |        |        |
|  | Canada           | Canada           | 8           | 43      |                           |                           |  |  |        |        |
|  | Canada           |                  |             | 43      |                           |                           |  |  |        |        |
|  | Uruguay          | 21               |             |         |                           |                           |  |  |        |        |
|  | Uruguay          | 21               | Canada      | 42      | Finale per il terzo posto | Finale per il terzo posto |  |  |        |        |
|  |                  |                  | Canada      | 42      | Finale per il terzo posto | Finale per il terzo posto |  |  |        |        |
|  |                  | Polonia          | 15          |         |                           |                           |  |  |        |        |
|  | Polonia          | Polonia          | 15          | 2       | Messico                   | 26                        |  |  |        |        |
|  | Polonia          |                  |             | 2       | Messico                   | 26                        |  |  |        |        |
|  | Perù             | 0                |             | Polonia | 12                        |                           |  |  |        |        |
|  | Perù             | 0                |             |         | 12                        |                           |  |  |        |        |
|  |                  |                  |             |         |                           |                           |  |  |        |        |
|  |                  |                  |             |         |                           |                           |  |  |        |        |

#### Quarti di finale
| Berlino | Stati Uniti | 56 – 23 referto | Filippine | Reichssportfeld |

| Berlino | Messico | 34 – 17 referto | Italia | Reichssportfeld |

| Berlino | Canada | 43 – 21 referto | Uruguay | Reichssportfeld |

| Berlino | Polonia | 2 – 0 | Perù | Reichssportfeld |

#### Torneo 5º-8º posto
|  | Spareggi  | Spareggi  | Spareggi |         |           | Finale 5º-6º posto | Finale 5º-6º posto | Finale 5º-6º posto |  |
|  |           |           |          |         |           |                    |                    |                    |  |
|  | Filippine | Filippine | 32       |         |           |                    |                    |                    |  |
|  | Filippine | Filippine | 32       |         |           |                    |                    |                    |  |
|  | Italia    | Italia    | 14       |         |           |                    |                    |                    |  |
|  | Italia    | Italia    | 14       |         | Filippine | Filippine          | 33                 |                    |  |
|  |           |           |          |         | Filippine | Filippine          | 33                 |                    |  |
|  |           |           | Uruguay  | Uruguay | 23        |                    |                    |                    |  |
|  | Uruguay   | Uruguay   | Uruguay  | Uruguay | 23        | 2                  |                    |                    |  |
|  | Uruguay   | Uruguay   |          |         |           | 2                  |                    |                    |  |
|  | Perù      | Perù      | 0        |         |           | Finale 7º-8º posto | Finale 7º-8º posto | Finale 7º-8º posto |  |
|  | Perù      | Perù      | 0        |         |           |                    |                    |                    |  |
|  |           |           |          |         |           |                    |                    |                    |  |
|  |           |           |          |         |           | Italia             | Italia             | 2                  |  |
|  |           |           |          |         |           | Italia             | Italia             | 2                  |  |
|  |           |           |          |         |           | Perù               | Perù               | 0                  |  |

Spareggi
| Berlino | Filippine | 32 – 14 referto | Italia | Reichssportfeld |

| Berlino | Uruguay | 2 – 0 | Perù | Reichssportfeld |

#### Semifinali
| Berlino | Stati Uniti | 25 – 10 referto | Messico | Reichssportfeld |

| Berlino | Canada | 42 – 15 referto | Polonia | Reichssportfeld |

#### Finali
7º-8º posto
| Berlino | Italia | 2 – 0 | Perù | Reichssportfeld |

5º-6º posto
| Berlino | Filippine | 33 – 23 referto | Uruguay | Reichssportfeld |

3º-4º posto
| Berlino | Messico | 26 – 12 referto | Polonia | Reichssportfeld |

1º-2º posto
| Berlino 14 agosto 1936, ore 18:00 | Stati Uniti | 19 – 8 (15-4) referto                    | Canada | Reichssportfeld (870 spett.) |
| \| \| \| \| \| Fortenberry 8 Wheatley 5 Johnson 2 Knowles 2 Ragland 2 \| Punti \| 4 Allison 2 A. Chapman 1 Peden 1 Wiseman \| \| James Needles \| Allenatori \| Gordon Fuller \| |             |                                          |        |                              |
| |             |                                          |        |                              |
| Fortenberry 8 Wheatley 5 Johnson 2 Knowles 2 Ragland 2 | Punti       | 4 Allison 2 A. Chapman 1 Peden 1 Wiseman |        |                              |
| James Needles | Allenatori  | Gordon Fuller                            |        |                              |

## Classifica finale
| Campione olimpico | Campione olimpico  | Campione olimpico |
| --- | ------------------ | --- |
| Stati UnitiBalter, Bishop, Fortenberry, Gibbons, Johnson, Knowles, Lubin, Mollner, Piper, Ragland, Schmidt, Shy, Swanson, Wheatley, All. James Needles |                    | |
| Argento | Canada             | CanadaAitchison, Allison, A. Chapman, C. Chapman, E. Dawson, N. Dawson, Gray, Meretsky, Nantais, Osborne, Peden, Pendlebury, Stewart, Wiseman, All. Gordon Fuller               |
| Bronzo | Messico            | MessicoC. Borja, V. Borja, Choperena, I. de la Vega, Fernández, Gómez, Hernández, Martínez, Olmos, Pamplona, Skousen, All. Alfonso Rojo de la Vega                              |
| 4. | Polonia            | PoloniaFilipkiewicz, Grzechowiak, Kasprzak, Kopf, Łój, Patrzykont, Pluciński, Różycki, Stok, Szostak, All. Walenty Kłyszejko                                                    |
| 5. | Filippine          | FilippineAguinaldo, Borck, Cruz, Marquicias, Martínez, Marzán, Obordo, Ouano, Padilla, Ramírez, Yambao, Worrell, All. Dionisio Calvo                                            |
| 6. | Uruguay            | UruguayAgós, Bernasconi, Braselli, de Pena, Gabín, Gómez, A. González, Latou, Quintans, H. González, Martí, Mesa, All. Juan Antonio Collazo                                     |
| 7. | Italia             | ItaliaBasso, Bessi, Castelli, Dondi, Franceschini, Giassetti, Marinelli, Mazzini, Novelli, Paganella, Pelliccia, Piana, Premiani. Ct.: Scuri, All. Guido Graziani               |
| 8. | Perù               | PerùArce, Bacigalupo, Dasso, Flecha, J.C. Godoy, M. Godoy, Jacob, Oré, Rossi, Cárdenas, Rospigliosi, Ruiz, All. Pedro Vera                                                      |
| 9. | Brasile            | BrasileArmando, Baiano, Coroa, Carmino, Nélson Monteiro, Miguel Pedro, Américo, Pavão, Cacau, José Oscar, All. Arno Frank                                                       |
| 9. | Cecoslovacchia     | CecoslovacchiaČtyřoký, A. Dvořáček, L. Dvořáček, Franc, Hájek, Hloušek, Klíma, Kuhn, Moc, Picek, Prokop, Trpkoš, All. František Marek                                           |
| 9. | Cile               | CileCarrasco, Carvacho, González, Hernández, Ibaseta, Kapstein, Mehech, Ferrer, Salamovich, Toro, Watt, All. Erasmo López                                                       |
| 9. | Estonia            | EstoniaAltosaar, Amon, Illi, Kärk, Keres, Mahl, Margiste, Veskila, Nooni, Saar, Vinogradov, All. Herbert Niiler                                                                 |
| 9. | Giappone           | Giappone4 Tanaka, 5 Yokoyama, 6 Nakae, 7 Maeda, 8 Kanagoki, 9 Ingen, 10 Matsui, 11 Chō, 12 Ri, 13 Munakata, 14 Yoshii, All. Nobuaki Asano                                       |
| 9. | Svizzera           | SvizzeraBergmann, Carlier, Karlen, Laederach, Lambercy, Pollet, Paré, Vuilleumier, Bonardelly, Moret, Ostengo, Péclet, Stettler, All. Henri Luciri                              |
| 15. | Egitto             | EgittoWahby, Tadros, Rizqallah, Sabri, J. Nosseir, K. Nosseir, Shafshaq, Aziz, Sheir, el-Sayed, All. -                                                                          |
| 15. | Germania           | GermaniaCuiper, Duis, Endres, Göing, Kuchenbecker, Lohbeck, Niclaus, Oleska, Reischieß, Steinschulte, Daume, Gottwald, Künzel, Schäfer. Tl.: Hermann Niebuhr, All. Hugo Murero  |
| 15. | Lettonia           | LettoniaAndersons, Elmūts, Grundmanis, Jurciņš, Kazāks, Melderis, Raudziņš, Hermanovskis, Rūja, Tiltiņš, Anufrijevs, All. Valdemārs Baumanis                                    |
| 15. | Repubblica di Cina | Repubblica di CinaLi, Mou, Shen, Wang H., Wang S., Wang Y., Wang N., Liu B., Liu Y., Cai, Yu, Feng, Xu, Yin, All. Dong Shouyi                                                   |
| 19. | Belgio             | BelgioBrouwer, Crabbe, Demanck, Gérard, Laermans, Merckx, Van Basselaere, Vereecken, Bihain, Coulon, Le Roux, Vandevondel, Van Winnendael, Willekens, All. -                    |
| 19. | Francia            | Francia3 Boël, 4 Hell, 5 Onimus, 6 Prudhomme, 7 Rudler, 8 Thèze, 9 Caque, 10 Flouret, 11 Étienne, 12 Carrier, 13 Cohu, 14 Couturier, 15 Fontaine, 16 Leclère, All. Teddy Kriegk |
| 19. | Turchia            | TurchiaAlemdar, Arsebük, Ertuğ, Habib, Moran, Penso, Sakalak, Usuoğlu, Ocak, Semerciyan, All. Rupen Semerciyan                                                                  |